# Tranquillo Scudellaro
Tranquillo Scudellaro (Bagnoli di Sopra, 13 dicembre 1930 – Lodi Vecchio, 16 giugno 2000) è stato un ciclista su strada italiano.
Professionista dal 1950 al 1959, vinse il Trofeo dell'Unione Velocipedistica Italiana nel 1954.

## Carriera
Durante gli anni giovanili fece l'arrotino a San Salvatore Monferrato prima di passare al ciclismo. Professionista dal 1951, ottenne nel corso della carriera tredici successi di cui il più importante fu il Trofeo dell'Unione Velocipedistica Italiana, conquistato nel 1954. Ottenne anche alcuni buoni piazzamenti, tra i quali nel 1952 il secondo posto al Giro di Romagna e il terzo al Giro di Toscana, e nel 1953 il terzo sia nella Coppa Agostoni che nella Milano-Modena.
Buon gregario, corse tre edizioni del Giro d'Italia, di cui una nel 1956 al servizio di Fausto Coppi; quell'anno fu ventesimo in classifica generale, mentre le altre due partecipazioni risalgono al 1951, quando fu cinquantatreesimo, e al 1953, trentatreesimo.

## Palmarès
- 1950

Milano-Bologna
- 1953

Trofeo Fenaroli
- 1954

Coppa Città di Busto Arsizio
Coppa Kaiser (3ª prova del Trofeo dell'U.V.I.)
- 1955

Coppa Valle del Metauro
- 1956

Coppa Ribolzi
- 1958

Gran Premio Industria - Quarrata
Gran Premio Asborno - Lugo di Romagna
Gran Premio di Parabiago
- 1959

Gran Premio Industria - Quarrata

### Altri successi
- 1954

Classifica generale Trofeo dell'U.V.I.

## Piazzamenti

### Grandi giri
- Giro d'Italia

1951: 57º
1952: ritirato (13ª tappa)
1953: 33º
1954: ritirato (16ª tappa)
1955: 34º
1956: 20º
1958: fuori tempo (8ª tappa)
1959: ritirato (9ª tappa)

### Classiche
- Milano-Sanremo

1951: 75º
1953: 18º
1954: 66º
1955: 65º
1956: 110º
1957: 64º
1959: 35º
- Parigi-Roubaix

1954: 49º
1955: 43º
- Giro di Lombardia

1951: 21º
1952: 29º
1953: 23º
1955: 11º
1956: 61º
1958: 7º